# Jean-Paul Bruwier
Jean-Paul Bruwier (Rocourt, 18 februari 1971) is een gewezen Belgische atleet, die gespecialiseerd was in het hordelopen. Hij werd acht maal Belgisch kampioen op de 400 m horden. Hij vertegenwoordigde België op verschillende grote internationale wedstrijden, zoals de Olympische Spelen en de wereldkampioenschappen, maar won hierbij geen medailles.

## Loopbaan
Zijn eerste succes boekte Bruwier in 1992 met het winnen van de nationale titel op de 400 m horden. In 1996 vertegenwoordigde hij België op de Olympische Spelen van Atlanta. Hier sneuvelde hij in de series met een tijd van 49,69 s.

## Belgische kampioenschappen
| Onderdeel    | Jaar                                           |
| ------------ | ---------------------------------------------- |
| 400 m horden | 1992, 1993, 1994, 1996, 1997, 1998, 1999, 2000 |

## Persoonlijk record
| Onderdeel    | Prestatie | Datum        | Plaats |
| ------------ | --------- | ------------ | ------ |
| 400 m horden | 49,09 s   | 28 juni 1996 | Parijs |

## Palmares

### 60 m horden
- 1990:  BK AC indoor - 8,24 s
- 1991:  BK AC indoor - 8,06 s

### 400 m horden
- 1992:  BK AC - 50,84 s
- 1993:  BK AC - 51,10 s
- 1993: 5e in serie WK - 50,05 s
- 1994:  BK AC - 50,14 s
- 1994:  Europacup C in Dublin - 51,15 s
- 1995: 7e in serie WK - 50,96 s
- 1996:  BK AC - 49,94 s
- 1996: 6e in serie OS - 49,69 s
- 1997:  BK AC - 50,05 s
- 1997:  Francophone Games - 50,02 s
- 1997: 4e in serie WK - 49,56 s
- 1998:  BK AC - 50,11 s
- 1999:  BK AC - 49,86 s
- 1999:  Europacup B in Lahti - 50,67 s
- 2000:  BK AC - 50,72 s